# Machajówka

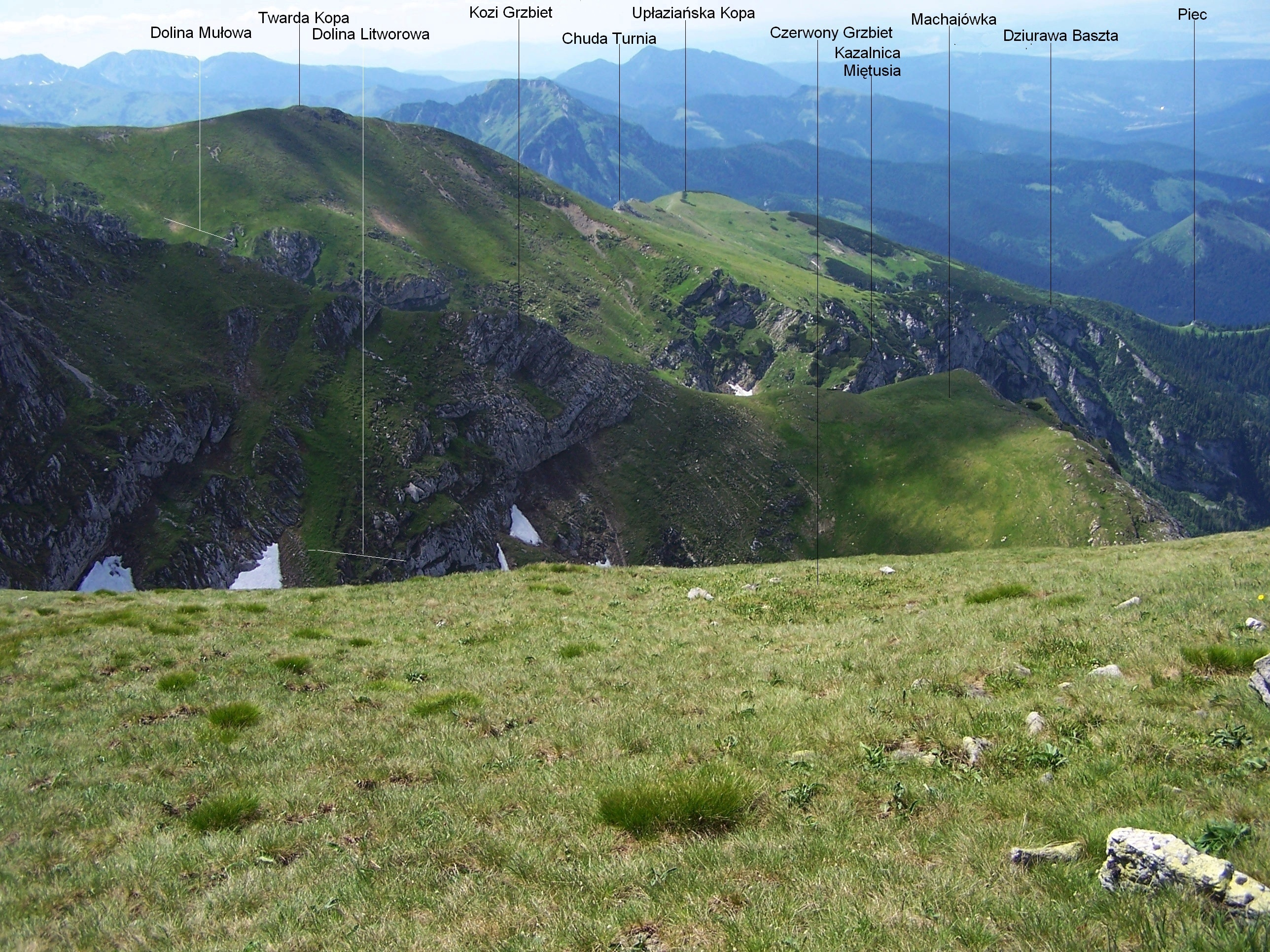
Widok z Czerwonego Grzbietu

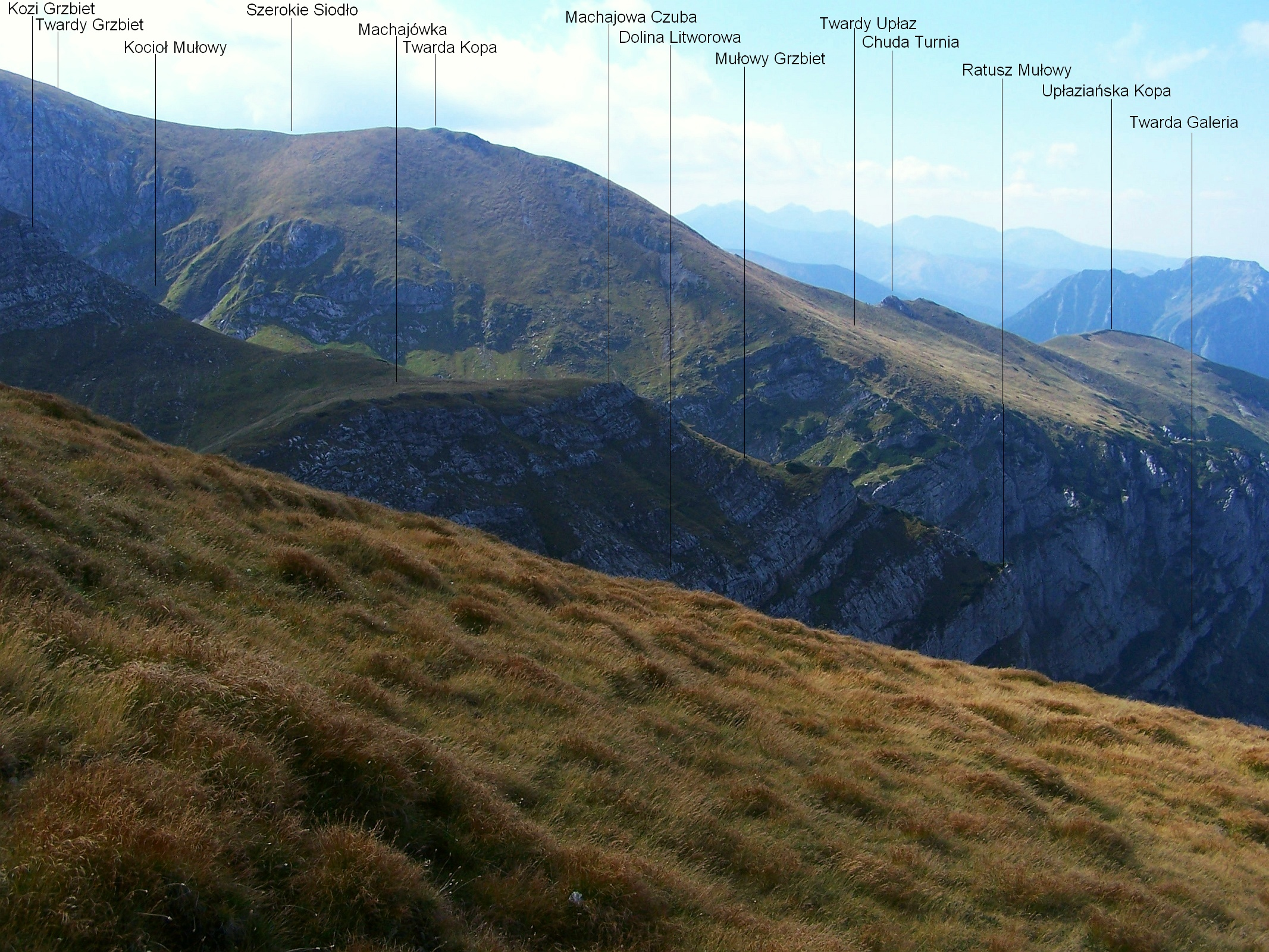
Widok z Czerwonego Grzbietu

Machajówka – niewielka płaśń w zakończeniu Koziego Grzbietu oddzielającego Dolinę Litworową od Doliny Mułowej w Tatrach Zachodnich. Jest to położony na wysokości około 1860 m n.p.m. niemal zupełnie poziomy trawnik o rozmiarach około 100 × 100 m. Dawniej był wypasany, wchodził w skład Hali Upłaz i to właśnie pasterze tej hali nadali mu nazwę. Pochodzi najprawdopodobniej od nazwiska Machaj, na Podhalu notowanego już od 1602 roku. Na północny zachód, nieco poniżej Machajówki w grzbiecie Koziego Wierchu znajduje się trawiasta kopka zwana Machajową Czubą. Na zachód od kopki tej ciągnie się niewiele tylko niższa morena zamykająca od północy Mułowy Kocioł. Również na drugą, wschodnią stronę od Machajówki ciągnie się niska morena zamykająca Litworowy Kocioł.
Machajówka stanowi dogodne lądowisko dla helikopterów ratowniczych i często bywa wykorzystywana w tym celu. Prowadzi też przez nią łatwe przejście z Czerwonego Grzbietu na północno-zachodnią grań Ciemniaka w rejon Chudej Turni (niedostępne turystycznie).
Od Machajowej Czuby opada w północnym kierunku niezbyt stromy Mułowy Grzbiet łączący ją ze stromo podciętym Ratuszem Mułowym stanowiącym północne zakończenie grzbietu. Północno-wschodnie ściany Ratusza Mułowego, Mułowego Grzbietu i Machajówki tworzą jedną całość. Mają wysokość około 200 m i opadają do dolnej części Doliny Litworowej. Przez całą ścianę prowadzi łatwy do przejścia zachód zwany Litworowym Zachodem, poniżej którego zimą zwykle tworzy się lodospad o wysokości około 80 m. Dla taterników ściana nie jest zbyt atrakcyjna. Lewą częścią ściany (trudności III stopnia) przeszli (pierwsze przejście) 1 września 1967 roku Zbigniew Kursa i Tadeusz Piotrowski. Ściana ta jest natomiast ważna dla grotołazów, gdyż znajduje się w niej Jaskinia Kozia, w WET nazywana Jaskinią Machajową. Łączna długość korytarzy Jaskini Koziej wynosi 3,3 km, a wlot do niej znajduje się kilkanaście metrów poniżej Machajowej Czuby.